# Štefan II. Babonić
Štefan II. Babonić († sredina 13. stoletja ), slavonski plemič, vodiški grof in primorski ban (1243 – 1249)  iz plemiške rodbine Babonić.
Skupaj z bratom Babonegom II. († po 1269) je leta 1217 sodeloval v križarski vojni kralja Andreja II. (1205 – 1235).  Leta 1241 je brata Babonega II. in Štefana II. pohvalil ogrski kralj Bela IV. (1235 – 1270) za vojaške zasluge in ju oprostil plačila kunovine ter vpletanja banov celotne Slavonije v upravljanje njihovih posesti. Dve leti pozneje je bil Štefan II. imenovan za primorskega bana, kar je pripomoglo k nadaljnji krepitvi rodbine Babonić.